# The Changing of Silas Warner
The Changing of Silas Warner è un cortometraggio muto del 1911. Il nome del regista non viene riportato nei credit.

## Produzione
Il film fu prodotto dalla Vitagraph Company of America.

## Distribuzione
Distribuito dalla General Film Company, il film - un cortometraggio in una bobina della durata di 17 minuti - uscì nelle sale cinematografiche USA il 10 giugno 1911. Non si conoscono copie ancora esistenti della pellicola che viene considerata presumibilmente perduta.